# Aeroporto de Remanso
O Aeroporto de Remanso (ICAO: SNRM) é um aeroporto brasileiro localizado no município de Remanso, próximo a BR-324 no norte do estado da Bahia.
Suas coordenadas são as seguintes: -9º 34'48"S de latitude e -42º 06'57"W de longitude. Possui uma pista de 1. 350 m de asfalto e sinalizada.
Em 2024 passou por uma revitalização em sua estrutura. Nessas melhorias, foram colocadas sinalizações e energia elétrica, para que possibilite pousos noturnos. Além do recapeamento da pista do aeródromo, e reformas na estrutura do galpão e recepção. 